# Blood Red Throne
I Blood Red Throne sono un gruppo death metal fondato da Død e Tchort (ex Emperor) proveniente dalla Norvegia.

## Storia del gruppo
Formatisi nel 1998, dopo aver reclutato dietro le pelli Freddy “Fred the Shred” Bolsø, inizialmente suonavano cover dei Deicide, Death e Obituary. Con l'ingresso del bassista Erlend Caspersen la band ha iniziato a comporre pezzi propri. Tchort aveva già del materiale scritto per i Green Carnation, una delle sue altre band, non essendo però questi pezzi adatti per la suddetta band e con l'aiuto di Død è riuscito a riutilizzare parte di questo materiale per il nuovo progetto. In breve si arrivò alla registrazione di DeathMix 2000 e le offerte delle case discografiche non tardarono ad arrivare e la band decise di firmare per la Hammerheart Records. Solo 2 settimane prima della registrazione del debut monument of death si ebbe l'ingresso nel gruppo di Mr. Hustler.
Monument of death venne registrato presso i Dub Studios di Kristiansand con il produttore Endre Kirkesola. Venne poi mixato nei Berno studios di Malmö, in Svezia da Henrik Larsson (Amon Amarth, Vomitory). Fu così che nel tardo 2001 venne alla luce Monument of death di cui esiste anche una versione limitata chiamata suicide kit limitata a 1000 copie che include una lametta e ognuna delle copie è numerata con il sangue dei membri della band. Nel maggio del 2002 la band rilascia il mini a taste for blood contenente il materiale che era presente sul demo deathmix 2000. In questo periodo Espen “Beist” Antonsen (ex-Slagmark) rimpiazzerà Freddy B. alla batteria.
La band inizia anche a fare dei tour da supporto a band come Dimmu Borgir, Aeternus, Exmortem e altri, tutto questo mentre si dedicano alla registrazione dell'album successivo. Affiliated with the suffering è il nome del secondo album della band norvegese e sarà anche l'ultimo su Hammerheart records infatti nel dicembre del 2003 la band decide di firmare per la Earache. Accasatisi presso la nuova label i Blood Red Throne non perdono tempo e decidono di dare vita al loro terzo album che vedrà poi la luce nel febbraio 2005 con il nome di Altered Genesis. Poco dopo la release di quest'album Mr. Hustler lascia la band, ufficialmente per motivi di lavoro e al suo posto viene scelto Vald (ex-Trioxin).

## Componenti
Membri attuali
- Død - chitarra, songwriting
- Ivan Meathook - chitarra
- Yngve Bolt - voce
- Ole Bent - basso
- Emil W - batteria

Membri passati
- Tchort - chitarra (1998-2010)
- Ronny Thorsen - voce (2000)
- Flemming Gluch - voce (2001-2005)
- Vald - voce (2005-2011)
- Martin Berger - voce (2015)
- Erlend Caspersen - basso (1998-2011)
- Espen Antonsen - batteria (2002-2004)
- Anders Kobro - batteria (2005-2007)
- Anders Haave - batteria (2007-2010)
- Emil Wiksten - batteria (2010-2013)

## Discografia

### Album in studio
- 2001 - Monument of Death
- 2003 - Affiliated with the Suffering
- 2005 - Altered Genesis
- 2007 - Come Death
- 2009 - Souls of Damnation
- 2011 - Brutalitarian Regime
- 2013 - Blood Red Throne
- 2016 - Union of Flesh and Machine
- 2019 - Fit to Kill

### Demo
- 2000 - Deathmix 2000

### EP
- 2002 - A Taste for Blood